# Хопкинс (округ, Кентукки)
Хо́пкинс (англ. Hopkins County) — округ в штате Кентукки, США. Официально образован в 1806 году. По состоянию на 2010 год, численность населения составляла 46 920 человек.

## География
По данным Бюро переписи США, общая площадь округа равняется 1434,861 км2, из которых 1403,781 км2 суша и 31,080 км2 или 2,200 % это водоёмы.

## Население
По данным переписи населения 2000 года в округе проживает 46 519 жителей в составе 18 820 домашних хозяйств и 13 399 семей. Плотность населения составляет 32,00 человека на км2. На территории округа насчитывается 20 668 жилых строений, при плотности застройки около 15,00-ти строений на км2. Расовый состав населения: белые — 92,02 %, афроамериканцы — 6,21 %, коренные американцы (индейцы) — 0,19 %, азиаты — 0,34 %, гавайцы — 0,02 %, представители других рас — 0,37 %, представители двух или более рас — 0,86 %. Испаноязычные составляли 0,91 % населения независимо от расы.
В составе 31,60 % из общего числа домашних хозяйств проживают дети в возрасте до 18 лет, 56,30 % домашних хозяйств представляют собой супружеские пары проживающие вместе, 11,90 % домашних хозяйств представляют собой одиноких женщин без супруга, 28,80 % домашних хозяйств не имеют отношения к семьям, 25,80 % домашних хозяйств состоят из одного человека, 11,50 % домашних хозяйств состоят из престарелых (65 лет и старше), проживающих в одиночестве. Средний размер домашнего хозяйства составляет 2,43 человека, и средний размер семьи 2,91 человека.
Возрастной состав округа: 24,20 % моложе 18 лет, 8,30 % от 18 до 24, 28,20 % от 25 до 44, 24,60 % от 45 до 64 и 24,60 % от 65 и старше. Средний возраст жителя округа 38 лет. На каждые 100 женщин приходится 91,00 мужчин. На каждые 100 женщин старше 18 лет приходится 87,70 мужчин.
Средний доход на домохозяйство в округе составлял 30 868 USD, на семью — 36 794 USD. Среднестатистический заработок мужчины был 31 400 USD против 20 014 USD для женщины. Доход на душу населения составлял 17 382 USD. Около 13,60 % семей и 16,50 % общего населения находились ниже черты бедности, в том числе — 24,40 % молодёжи (тех, кому ещё не исполнилось 18 лет) и 10,50 % тех, кому было уже больше 65 лет.